# 데메인 래드클리프
더메인 래드클리프(Damaine Radcliff, 영어 발음: /dəˈmeɪn/, 1979년 6월 7일 ~ )는 미국의 배우이다.
브롱크스에서 태어났다.

## 영화
- 캣 윌리엄스: 아메리칸 허슬 (2007년) - 자멜 역
- 글로리 로드 (2006년) - 윌리 스쿠프스 케이거 역
- 스텝 업 (2006년) - 맥 카터 역